# Egybolis cameroona
Egybolis cameroona là một loài bướm đêm trong họ Noctuidae.